# Cseh ábécé
A cseh ábécé a cseh nyelv írására használt ábécé, mely latin betűket használ. Az ábécé 42 betűből áll:
A betűk nevei: á, dlouhé á, bé, cé, čé, dé, ďé, é, dlouhé é, ije/é s háčkem, ef, gé, há, chá, í, dlouhé í, jé, ká, el, em, en, eň, ó, dlouhé ó, pé, kvé, er, eř, es, eš, té, ťé, ú, dlouhé ú, u s kroužkem, vé, dvojité vé, ix, ypsilon/tvrdé ý, dlouhé ypsilon, zet, žet.
A Q és W betűket csak idegen eredetű szavakban és nevekben használják, egyébként általában átírják a kv betűkapcsolattal, illetve a v betűvel.
A legtöbb mellékjeles betűt a 15. században adták az eredeti latin ábécéhez Husz János reformja alapján, mellyel lecserélték az egykori kettős, illetve hármas betűkapcsolatokat, melyek olyan cseh hangokat jelöltek, melyek nem voltak meg az eredeti latin ábécében. Utoljára a 16. században került az ábécébe az Ů betű, mely a hosszú ó-val váltakozó ú jelölésére szolgál. Az egyetlen kettős betű a ch maradt, melyet más nyelvektől eltérően (de a szlovákhoz hasonlóan) a H és I betűk közé sorolnak.
Az ékezetes magánhangzók mind hosszú hangot jelölnek, sorba rendezéskor általában nem különböztetjük meg őket az ékezet nélküli változatuktól (hasonlóan a magyarhoz). A hacsekkel (ˇ) ellátott betűk hangtörténelmi szempontból lágyított hangot jelölnek. Sorba rendezésük a jelzés nélküli párjuk után történik.

## Lásd még
- Latin ábécé
- Hacsek
- Cseh nyelv